# Guerra dei teatri
(William Shakespeare, Amleto, trad. Eugenio Montale)
Con guerra dei teatri (War of the Theatres) o poetomachia si intende una polemica letteraria che si consumò negli ultimi anni di regno di Elisabetta I d'Inghilterra, a cavallo tra la fine del XVI secolo e l'inizio del XVII secolo, e che coinvolse tre dei maggiori drammaturghi dell'epoca: Ben Jonson contro John Marston e Thomas Dekker.

## La contesa

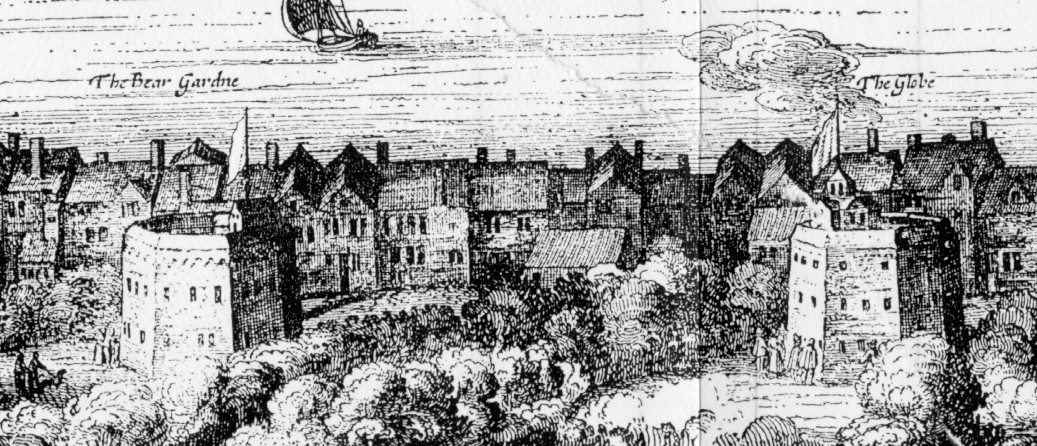
I teatri del South Bank in un'incisione di Claes Jansz Visscher del 1616

Nel 1599 i vescovi John Whitgift e Richard Bancroft proibirono la pubblicazione di satire, spingendo i letterati d'epoca a portare toni satirici sulle scene per raggirare la censura. La guerra dei teatri fu scatenata nel 1599 quando Marston derise Ben Jonson, ispirandosi a lui per il personaggio dell'ampolloso Chrisoganus nella commedia Histromastix. In tutta risposta, Jonson si beffò dello stile di Marston qualche settimana più tardi nella commedia Every Man out of His Humour, portata in scena dai Lord Chamberlain's Men. L'esatta cronologia di questi due eventi è oggetto di dibattito: James Bednarz, ad esempio, sostiene che sia stato Jonson a scatenare la contesa e che Marston abbia ribattuto alla provocazione nell'Histromastix.
L'anno seguente Marston tornò a deridere Jonson in Jack Drum's Entertainment, or the Comedy of Pasquil and Katherine, una commedia portata in scena dai Children of Paul's nel 1600 e in cui Jonson era rappresentato come il cornuto Brabant. Jonson allora rincarò la dose con Cynthia's Revels, portato al debutto dai Children of the Chapel al Blackfriars Theatre, in cui i personaggi di Hedon e Anaides sono caricature di Marston e Thomas Dekker.
L'anno seguente Marston portò avanti la disputa, rappresentando se stesso e Jonson nella commedia What You Will attraverso, rispettivamente, i personaggi di Quadraturs e Lampatho. Jonson allora tornò ad infierire su Marston, rappresentarlo nell'atto di vomitare parole nel Poetaster del 1601. Tra l'estate e l'autunno dello stesso anno fu Dekker a concludere la contesa letteraria con la commedia Satiromastix, in cui prende in prestito i personaggi di Demetrius, Tucca e Crispinus dalle opere di Jonson, rappresentando l'autore (nell'alter ego di Orazio) come un arrampicatore sociale e un poeta ruffiano.
Jonson e Marston successivamente si riappacificarono e collaborarono con George Chapman nella commedia Eastward Hoe del 1605. Tuttavia i due finirono per offendere il nuovo sovrano, Giacomo I, a causa della loro satira anti-scozzese. Mentre Marston riuscì ad evitare l'arresto, Jonson e Chapman furono brevemente imprigionati.